# Aeroportul Zhuhai Jinwan
Aeroportul Zhuhai Jinwan (IATA: ZUH, ICAO: ZGSD) este un aeroport din Jinwan District⁠(d), Zhuhai⁠(d), Guangdong, Republica Populară Chineză ce deservește zona Zhuhai⁠(d). Aeroportul a fost tranzitat în 2023 de 11.457.255 de pasageri. A fost numit după zona deservită.
Situat la o altitudine de 7 m, aeroportul dispune de o singură pistă.